# 二重特異性モノクローナル抗体
二重特異性モノクローナル抗体（Bispecific monoclonal antibody、BsMab）は、2種類の異なる抗原に同時に結合する人工的なタンパク質である。天然の抗体は、通常、1つの抗原のみを標的とする。BsMabは、いくつかの構造形式で製造することができ、現在、がん免疫療法やドラッグデリバリーへの応用が検討されている。

## 二重特異性抗体の種類と製造方法

3種類の二重特異性抗体（図の下段）：三官能性抗体、化学結合型Fab、二重特異性T細胞誘導因子。青と黄色は其々別のモノクローナル抗体に由来する。

BsMabには様々な形式があるが、大きく分けてIgG様と非IgG様の2種類に分けられる。製造方法には主に、クワドローマ、化学結合、遺伝子組み換えがあり、それぞれの方法で固有の形式の分子が得られる。

### IgG様
この形式は、2つのFab領域と1つのFc領域という伝統的なモノクローナル抗体（mAb）の構造を維持しているが、2つのFab部位が異なる抗原に結合する点が異なる。最も一般的なタイプは、2つのFab領域とFc領域の3つのユニークな結合部位を持つことから、三官能性抗体と呼ばれる。重鎖と軽鎖のペアは、それぞれ固有のmAbに由来する。2本の重鎖から作られたFc領域は、3つ目の結合部位を形成する。これらのBsMabsは、多くの場合、クワドローマ法（ハイブリッドハイブリドーマ法）で製造される。 

左はIgG型BsMabsを製造するための「knobs into holes」手法、右は二重可変領域抗体（DVD-Ig）の構造を示した図。赤い点は、重鎖に変異を導入する可能性のある部位を示している。青と黄色は別々のモノクローナル抗体に対応する。

しかし、クワドローマ法では、使用可能なBsMabsを形成するためにランダムな偶然性に依存しており、効率が悪い場合がある。他に、IgG型のBsMabを製造する方法として、「knobs into holes；KiH」と呼ばれる手法がある。これは一方のmAbの重鎖に分子サイズの大きなアミノ酸の変異を導入し、もう一方のmAbの重鎖に分子サイズの小さなアミノ酸の変異を導入することで、この2つの変異が噛み合い、ヘテロ2量体が形成されやすくなることを用いる。これにより、標的の重鎖（およびそれに対応する軽鎖）がより良く適合するようになり、bsMab製造の信頼性が高まる。

### 非IgG様
Fc領域を完全に欠くBsMabも存在する。これらには、Fab領域のみで構成された化学結合型Fabや、様々な種類の2価および3価の単鎖可変断片（scFv）がある。また、2つの抗体の可変領域を模倣した融合タンパク質もある。これらの新しい形式の中で最も発展しているのは、二重特異性T細胞誘導抗体（BiTE抗体）である。

## 作用機序

二重特異性三官能性抗体の1つであるカツマキソマブの作用機序の模式図。

BsMabが標的抗原に結合することで、さまざまな効果が得られる。このアプローチが最も広く使用されている応用分野はがん免疫療法であり、BsMabは細胞傷害性細胞と破壊すべき腫瘍細胞に同時に結合する様に設計されている。無標識の生細胞イメージング（せいさいぼうイメージング）を用いて、BsAbsがT細胞とがん細胞の相互作用に及ぼす橋渡し効果を観察することが可能である。治療用として承認された最初の三官能性抗体の1つであるカツマキソマブは、細胞傷害性T細胞のCD3  と、ヒト腺癌のEpCAMの両方に結合する。またFc領域は、マクロファージ、ナチュラルキラー細胞、樹状細胞などのFc受容体を発現する細胞にも結合する。Fc領域は加工されていないため、Fc受容体で認識された場合、抗体依存性細胞媒介性細胞傷害や補体依存性細胞傷害などの一般的な免疫反応を引き起こすことができる。
エボラウイルスワクチンに関する研究で、二重可変領域抗体（DVD-Ig）はウイルスがエンドソームから逃れることを防ぐ効果があると示された。エボラウイルスは受容体介在性食作用により感染する。これに対し、外側可変領域がウイルス表面の糖タンパク質に結合し、ウイルスとともに細胞内に侵入するDVD-Igが開発された。この外側の可変領域はウイルスのエンドソームで切断されて内側の可変領域が現れ、エンドソーム内でウイルスと内部の受容体の両方に結合する。ウイルスとエンドソームのタンパク質との相互作用をブロックすることで、ウイルスがエンドソームから脱出し、感染が拡大するのを防ぐことができる。

癌細胞が細胞障害性T細胞に捕食される例。無標識の生細胞イメージング顕微鏡で撮影された。

## 通常のモノクローナル抗体との違い
通常のモノクローナル抗体を用いたがん免疫療法では、Fab領域が腫瘍細胞との結合に使用されてしまい、またこの種の細胞にはFc受容体がないため、Tリンパ球が活性化されない。二重特異性抗体は細胞障害性が高く、比較的発現の弱い抗原にも結合する。有効量は0.01mg/m2/日（1日あたりの体表面積1平方メートルあたりのミリグラム）程度であり、通常の抗体に比べて数桁低い。非IgG様BsMabsの場合、分子サイズが小さいため、通常の抗体では到達できない抗原にも到達することができる。エボラ出血熱ワクチンの場合、この方法では、従来のモノクローナル抗体による治療では通常アクセスできない細胞内のターゲットに抗体を到達させることができる。
加えて、複数の分子を標的にすることで、並行経路の調節を回避し、治療に対する抵抗性を避けるのに有用でありうる。ほとんどの疾患は身体全体に複雑な多面的影響を及ぼすため、1つの経路で複数のターゲットを結合またはブロックすることは、疾患を止めるために有益である。癌の中には、チェックポイント阻害剤や共刺激性分子に抵抗性を示すものがあるため、併用療法とともに、BsMabは特定のタイプの癌の治療に使用されることが増えつつある。

## 問題点
IgG様抗体はヒトに免疫原性があるため、Fc領域がFc受容体によって活性化された細胞によって惹起される有害な下流の免疫反応を引き起こす可能性がある。BsMabsの治療への利用は、全体としてはまだ発展途上であり、現在、治療のための有効性と安全性を決定する多くの臨床試験が進行中である。

## 臨床使用
現在、3種類の二重特異性抗体が臨床使用されている。CD19およびCD3を標的とするブリナツモマブは、フィラデルフィア染色体陰性のB細胞性急性リンパ性白血病（ALL）の治療に使用されている。凝固因子IXaおよびXを標的とするエミシズマブは、血友病Aの治療に使用されている。カツマキソマブは、商業上の理由で2017年に欧州市場から撤退した。上皮成長因子（EGF）およびMET受容体を標的とするアミバンタマブは、上皮成長因子受容体（EGFR）エクソン20挿入変異を有する局所進行性または転移性の非小細胞肺癌（NSCLC）の成人患者を対象としている。